# لونر بول
لونر بول (بالإنجليزية: Lunar Pool)‏ ، وتسمى في اليابان لونر بال (Lunar Ball) ، هي لعبة فيديو إلكترونية من نوع رياضة بلياردو، أنتجت سنة 1985م ونشرت في اليابان، وفي سنة 1987م صدرت في أمريكا الشمالية، وفي عام 1991م نشرت في أوروبا.

## وصلة خارجية
- Lunar Pool على موبي غيمز